# Chartreuse de Lyon
La chartreuse Notre-Dame-du-Lys-du-Saint-Esprit (en latin : Domus Liliorum Sancti Spiritus ou Domus Lugduni) est un ancien monastère de l'ordre des Chartreux dans le 1er arrondissement de Lyon.

## Histoire
Le chapitre général de l'ordre, réuni à Chambéry du 24 au 30 avril 1580, décide la fondation d'une maison à Lyon. Dom Jérôme Marchand, vicaire de la Grande Chartreuse, chargé de mission, avec l'aide de François de Mandelot, gouverneur de Lyon, arrête son choix sur un tènement situé à l'extrémité supérieure de la côte Saint-Vincent et dominant la vallée de la Saône, dénommé La Giroflée, comprenant « maison, cour, jardin, vignes et terres contigus ». Les chartreux achètent le terrain en 1584 (ou 1585 selon les sources), aux enfants mineurs d’Étienne Mussio, seigneur marquis de Vaulx-en-Velin, pour 3 800 écus. 
En délivrant les patentes permettant la fondation, Henri III se déclare fondateur,. Elle prend le nom de Saint-Esprit.
On commence l’église, le 19 mars 1590, Jean Magnan en est l'architecte mais les constructions avancent avec une extrême lenteur. La construction doit être presque complètement suspendue ; elle reste en l'état durant plus de dix années. Pendant cette période, la situation parait à ce point critique que, à la suite d'une délibération du chapitre général de juin 1602, Bruno d'Haffringues, général de l'ordre, rappelle huit des religieux sur les dix qui composent la communauté. Le grand-cloître est commencé en 1604. 
En 1615 seulement, une partie de l’église peut être consacrée par le cardinal Denis-Simon de Marquemont. En 1616, quelques notables de la ville de Lyon décident de lui donner les moyens financiers pour que la chartreuse de Lyon puisse enfin démarrer une activité normale. Le général de l’Ordre, Dom Bruno d'Affringues, décide d’y envoyer dix-neuf religieux : trois frères convers et seize pères, qui arrivent à Lyon, le 30 octobre 1616, parmi eux Dom Polycarpe de la Rivière, avec le titre de procureur. Le petit-cloître est commencé en 1620, Les cellules, construites entre 1614 et 1685 sont au nombre de vingt-cinq.
Le 13 juin 1628, dom Léon Tixier, prieur de la Chartreuse de Lyon, adresse une requête à l'abbé de Cluny, monseigneur d'Arbouze, pour lui exposer que la modicité des biens de son monastère exige qu'on lui réunisse le prieuré de Rosiers en Forez. L'abbé de Cluny accueille favorablement cette supplique et demande, à son tour, à Alphonse-Louis du Plessis de Richelieu, cardinal-archevêque de Lyon et abbé commendataire de Cluny, de lui donner son approbation. Une autre requête est adressée aussi au pape Urbain VIII, qui, par une bulle, du 2 janvier 1629, ordonne qu'une enquête soit faite par l'official du Puy. Cette enquête, constate que la Chartreuse de Lyon est dans le besoin, que ses bâtiments ne sont point achevés et que l'union du prieuré de Rosiers à ce monastère est utile et même nécessaire. Des lettres patentes du roi Louis XIII, données à Lyon, le 20 juin 1630, approuvent la réunion demandée. L'archevêque de Lyon ne donne son consentement que le 16 octobre 1630. Enfin la communauté des religieux de Cluny doit aussi donner son plein assentiment à cette union, dans une réunion capitulaire tenue le 15 novembre 1630. L'arrêt du Grand Conseil du Roi, approuvant définitivement la réunion des deux monastères, n'est rendu que le 21 janvier 1631. Mais dès le 9 juin 1630, Dom Gabriel Dupré, procureur de la Chartreuse de Lyon, prend solennellement possession du prieuré, au nom de sa maison
Plusieurs rapports établissent l'insuffisance des revenus pour nourrir le personnel de la chartreuse. En raison de cette pénurie constatée le général de l'ordre, Juste Perrot, lui accorde, en 1639, les revenus de la maison de Poleteins.
En 1734, Ferdinand-Sigismond Delamonce fournit les plans pour l'achèvement de l'église Notre-Dame-des-Anges. Les bâtiments ne sont achevés qu’en 1748, à l’exception de la façade de l’église, qui ne le sera qu'en 1870.
Le 13 février 1790, l'assemblée constituante prononce l'abolition des vœux monastiques et la suppression des congrégations religieuses. La communauté qui se compose alors de seize profès, un frère convers, huit frères donnés, quatre frères oblats et vingt domestiques à gages, opte pour la vie commune, mais elle est dirigée sur la chartreuse de Sainte-Croix-en-Jarez, l’année suivante. Tous les biens des monastères sont déclarés biens nationaux et le 9 septembre 1791, le clos des Chartreux, qui comprend en plus des bâtiments plusieurs ténements de jardins et de vignes (incluant au nord le futur clos Jouve), divisé en onze lots, est vendu aux enchères.
L’église devient église paroissiale au moment du Concordat (1801) 
Sous le Premier Empire, presque tous les différents propriétaires revendent par la suite les lots acquis pendant la révolution et les congrégations peuvent rétablir les couvents, les pensionnats et les maisons religieuses. Le cardinal Joseph Fesch les achète par une série d'acquisitions successives qui s'étendent du 18 août 1808 au 27 juillet 1813. En 1810, il rachète les bâtiments conventuels subsistants pour y établir d'abord sa résidence, et plus tard y installer la société des missionnaires diocésains, qui prend le nom de Société des Chartreux de Lyon, institut ecclésiastique qui existe toujours aujourd'hui.

## Prieurs
Le prieur est le supérieur d'une chartreuse, élu par ses comprofès ou désigné par les supérieurs majeurs.

## Patrimoine foncier
Au moment de la Révolution, la chartreuse avait des propriétés, en dehors des bâtiments conventuels. Ils avaient dans la ville de Lyon plusieurs maisons, entre autres deux sur le quai de la Saône, en bas de leur clos, et une dans la rue Mercière ; en dehors de la ville, ils avaient la terre de Poletins en Bresse, la terre de Loyse près de Mâcon et le prieuré de Roziers dans le Forez.